# Colin O’Brady
Colin O’Brady est un sportif américain, né en 1985, connu pour sa traversée à pied de l'Antarctique en décembre 2018.
Spécialiste du triathlon, dont il a été professionnel, il a été le premier à traverser une partie de l'Antarctique seul, à skis, sans assistance, et sans l'aide du vent. O'Brady n'a pas traversé l'ensemble de l'Antarctique, mais uniquement le continent, et a exclu les plates-formes de glace de Filchner-Ronne et de Ross qui mènent toutes les deux à la mer.
Le Norvégien Børge Ousland a été la première personne à traverser l’Antarctique seul, continentale et glacée, à skis, sans assistance, mais aidé d'un parafoil (sorte de parapente). Ousland a skié 2 845 km, soit le double de la distance parcourue par O'Brady, qui a skié environ 1 500 km.
Le 7 février 2017, Mike Horn a effectué la plus longue traversée nord-sud sans assistance de      l'Antarctique, de la côte de la princesse Astrid à la base Dumont-d'Urville via le pôle sud. La distance totale de 5 100 km a été parcourue en skis tracté par cerf-volant en 57 jours